# Thulin GA
Thulin GA – szwedzki wodnosamolot rozpoznawczy, zbudowany w 1918 roku w wytwórni lotniczej AB Thulinverken w celu zastąpienia utraconych w wypadkach maszyn Thulin G. Wyprodukowano dwa egzemplarze, które służyły w lotnictwie morskim Svenska marinen do 1921 roku.

## Historia
Po utracie przez Svenska marinen w wypadkach lotniczych dwóch wodnosamolotów Thulin G, wydział marynarki odpowiadający za lotnictwo morskie (Marinens Flygväsende) zamówiło w wytwórni lotniczej AB Thulinverken dwie maszyny zastępcze. Projekt samolotu, nazwanego później Thulin GA, został zmodyfikowany pod zabudowę mocniejszych jednostek napędowych – silników firmy Curtiss o mocy 147 kW (200 KM), których dwa egzemplarze zostały dostarczone AB Thulinverken przez Departament Marynarki Wojennej. Formalne zamówienie zostało złożone na początku 1918 roku; 12 marca 1918 rozpoczęto prace nad rysunkami kadłuba, a pierwszy egzemplarz Thulin GA został ukończony 15 lipca tego roku. Prototyp został oblatany 20 lipca 1918 roku przez pilota Nilsa Kindberga, który uszkodził maszynę z powodu jej niestabilności w locie (problemu tego nie udało się rozwiązać do końca służby). Pierwszy egzemplarz Thulina GA trafił następnie do naprawy, po czym został powtórnie oblatany 12 września; w międzyczasie, 13 sierpnia pierwszy lot odbyła druga maszyna. Próby w locie obu Thulinów GA trwały do początków 1919 roku.

## Użycie
18 i 19 marca 1919 roku oba egzemplarze Thulin GA opuściły wytwórnię i zostały przekazane marynarce. Maszyny otrzymały numery 16 i 17. Pod koniec 1920 roku samolot z numerem 16 został wyposażony w silnik Benz o mocy 200 KM. W trakcie rozpoczętych na początku grudnia testów, 10 stycznia 1921 roku samolot rozbił się podczas lotu próbnego w cieśninie Askrikefjärden niedaleko Sztokholmu, a w katastrofie zginęła załoga w składzie: porucznik pilot Sten G.S. Berthelson i obserwator Fritz Pettersson. Maszyna ta została spisana ze stanu w kwietniu 1921 roku, natomiast druga, o numerze 17, uległa zniszczeniu w nocy z 5 na 6 sierpnia tego roku w pożarze w bazie marynarki w Galärvarvet

## Opis konstrukcji i dane techniczne
Thulin GA był wodnosamolotem pływakowym w układzie dwupłatu. Długość samolotu wynosiła 9,2 metra, a jego wysokość 3,65 metra. Rozpiętość skrzydeł wynosiła 17,2 metra, a powierzchnia nośna 53,5 m². Masa własna samolotu wynosiła 1350 kg, zaś masa całkowita (startowa) 1750 kg. Napęd stanowił silnik Curtiss lub Benz o mocy 147 kW (200 KM). Prędkość maksymalna wynosiła 135 km/h. W przeciwieństwie do Thulina G, model GA nie był uzbrojony.